# Nazionale maschile di calcio della Guinea-Bissau
La nazionale di calcio della Guinea-Bissau è la rappresentativa calcistica della Guinea-Bissau ed è posta sotto l'egida della Federação de Futebol da Guiné-Bissau.
La federazione è stata fondata nel 1974 ed è affiliata alla FIFA dal 1986. La nazionale non si è mai qualificata a un campionato del mondo e conta quattro partecipazioni alla fase finale della Coppa d'Africa, dove non è mai andata oltre il primo turno. Vanta una finale, persa per 3-0 contro il Senegal nel 1983, nella Coppa Amílcar Cabral.
Nella graduatoria FIFA in vigore da agosto 1993 il miglior posizionamento raggiunto dalla Guinea-Bissau è il 68º posto del novembre 2016, mentre il peggiore è il 195º posto del febbraio 2010. Occupa il 103º posto della classifica.

## Storia
La nazionale di calcio della Guinea-Bissau esordì nelle qualificazioni al campionato del mondo in vista del campionato del mondo 1998. Sorteggiata contro la Guinea, debuttò nelle qualificazioni in casa, all'Estadio 24 de Setembro di Bissau, il 1º giugno 1996, di fronte a 15.000 spettatori. Grazie ai gol di Tavares Pereira all'11º e al 36º minuto di gioco, la squadra chiuse il primo tempo in vantaggio per 2-0. I gol di Titi Camara al 53º e al 54º minuto riequilibrarono il punteggio, ma il gol di Co Cipriano al 60º minuto su calcio di rigore diede la vittoria alla Guinea-Bissau. Nella partita di ritorno, disputata allo stadio 28 settembre di Conakry, la Guinea si portò in vantaggio con Momo Soumah, ma fu raggiunta da un altro gol di Co Cipriano. Due altri gol di Soumah e Tibou Bangoura diedero la vittoria e il passaggio del turno alla Guinea.
Sconfiggendo per 3-2 lo Zambia, nel giugno 2016 la Guinea-Bissau ottenne per la prima volta nella sua storia la qualificazione a una fase finale della Coppa d'Africa (edizione 2017), grazie ai 10 punti in 6 partite ottenuti in un girone con Rep. del Congo, Zambia e Kenya. Grazie a questo risultato, nel novembre 2016 raggiunse la sua posizione più alta della sua storia nella classifica mondiale della FIFA, il 68º posto. Debuttò nella fase finale della competizione continentale pareggiando per 1-1 contro i padroni di casa del Gabon, prima di subire due sconfitte contro Camerun (2-1) e Burkina Faso (2-0), che ne decretarono l'eliminazione.
Nel marzo 2019, pareggiando per 2-2 contro il Mozambico, la squadra ottenne nuovamente la qualificazione alla fase finale della Coppa d'Africa, per l'edizione egiziana del 2019; qui chiuse ancora con un'eliminazione al primo turno, dopo le sconfitte contro Camerun (2-0) e Ghana (2-0) inframmezzate dal pareggio per 0-0 contro il Benin. Una nuova qualificazione, la terza consecutiva, alla Coppa d'Africa fu raggiunta in occasione dell'edizione del 2021; anche in questo caso la nazionale guineense, a seguito del pareggio contro il Sudan (0-0) e delle sconfitte contro Egitto (0-1) e Nigeria (0-2), fu eliminata alla fase a gironi, chiudendo all'ultimo posto il gruppo D con un solo punto (a pari merito con il Sudan), nessun gol segnato e 3 subiti. Qualificatasi anche per l'edizione del 2023, giocata nel 2024, la squadra riuscì a segnare 2 gol, ma subì tre sconfitte, contro Costa d'Avorio (0-2), Guinea Equatoriale (2-4) e Nigeria (0-1), e fu ancora eliminata al primo turno.

## Partecipazioni ai tornei internazionali
Legenda: Grassetto: Risultato migliore, Corsivo: Mancate partecipazioni

- 1979 - Quarto posto
- 1980 - Primo turno
- 1981 - Primo turno
- 1982 - Primo turno
- 1983 - Secondo posto
- 1984 - Primo turno
- 1985 - Primo turno
- 1986 - Primo turno
- 1987 - Primo turno
- 1988 - Primo turno
- 1989 - Primo turno
- 1991 - Primo turno
- 1993 - Primo turno
- 1995 - Quarto posto
- 1997 - Primo turno
- 2000 - Primo turno
- 2001 - Quarto posto
- 2005 - Quarto posto
- 2007 - Quarto posto

- 2002 - Cancellata
- 2010 - Non partecipante
- 2011 - Non partecipante
- 2013 - Non partecipante
- 2017 - Primo turno
- 2019 - Turno preliminare

## Record individuali
Dati aggiornati al 22 gennaio 2024.

I giocatori in grassetto sono ancora in attività con la nazionale.

### Presenze
| Pos. | Giocatore      | Presenze | Reti | Periodo   |
| ---- | -------------- | -------- | ---- | --------- |
| 1    | Jonas Mendes   | 58       | 0    | 2010-oggi |
| 2    | Piqueti Djassi | 40       | 7    | 2015-oggi |
| 3    | Adelino Lopes  | 36       | 2    | 1994-2001 |
| 4    | Zezinho        | 34       | 2    | 2010-2019 |
| 5    | Sori Mané      | 33       | 0    | 2017-oggi |
| 6    | Jorginho       | 27       | 5    | 2018-oggi |
| 7    | Bura Nogueira  | 26       | 1    | 2015-oggi |
| 8    | Frédéric Mendy | 24       | 6    | 2016-oggi |
| 8    | Nanu           | 24       | 0    | 2019-oggi |
| 10   | Mamadu Candé   | 23       | 0    | 2010-2019 |

### Reti
| Rank | Giocatore          | Reti | Presenze | Reti a partita | Periodo   |
| ---- | ------------------ | ---- | -------- | -------------- | --------- |
| 1    | Nando Co           | 9    | 6        | 1.5            | 1996-2001 |
| 2    | Piqueti Djassi     | 7    | 40       | 0.18           | 2015-oggi |
| 3    | Cícero Semedo      | 6    | 14       | 0.43           | 2010-2016 |
| 3    | Frédéric Mendy     | 6    | 24       | 0.25           | 2016-oggi |
| 5    | Jorginho           | 5    | 27       | 0.19           | 2018-oggi |
| 6    | Zinho Gano         | 4    | 5        | 0.8            | 2022-oggi |
| 6    | Joseph Mendes      | 4    | 14       | 0.29           | 2019-oggi |
| 8    | Braima Mané        | 3    | 3        | 1              | 1995      |
| 8    | Basile de Carvalho | 3    | 8        | 0.38           | 2011-2012 |
| 8    | Mama Baldé         | 3    | 22       | 0.14           | 2019-oggi |

## Tutte le rose

### Coppa d'Africa
Coppa d'Africa 20171 Mendes, 2 E. Mendy, 3 L. Camará, 4 T. Dabó, 5 R. Silva, 6 Eridson, 7 Zezinho, 8 Francisco Júnior, 9 A. Camará, 10 Ca, 11 N. Soares, 12 Mbaye, 13 F. Mendy, 14 J. Soares, 15 T. Silva, 16 A. Soares, 17 Sami, 18 Piqueti, 19 João Mário, 20 I. Camará, 21 Aldair, 22 M. Candé, 23 R. Dabó, CT: B. Candé
Coppa d'Africa 20191 J. Mendes, 2 Nadjack, 3 Bura, 4 Djaló, 5 R. Silva, 6 T. Dabó, 7 Djafal, 8 Jaquité, 9 R. Baldé, 10 Pelé, 11 Jorginho, 12 R. Dabó, 13 Mendy, 14 Soares, 15 T. Silva, 16 Cassamá, 17 M.S. Baldé, 18 Piqueti, 19 Jo. Mendes, 20 Mané, 21 Nanu, 22 M. Candé, 23 Vieira Cá, CT: B. Candé
Coppa d'Africa 20211 Mendes, 2 F. Candé, 3 Ucha, 4 Simão, 5 Camara, 6 Bura, 7 Rodrigues, 8 Jaquité, 9 Ambri, 10 Pelé, 11 Jorginho, 12 Gomis, 13 Fr. Mendy, 14 Fe. Mendy, 15 Encada, 16 Cassamá, 17 M.S. Baldé, 18 Piqueti, 19 Mendes, 20 Mané, 21 Nanu, 22 Sanganté, 23 Semedo, 24 M. Samba Baldé, CT: B. Candé
Coppa d'Africa 20231 J. Mendes, 2 F. Candé, 3 Gluda Djú, 4 Djaló, 5 H. Mendes, 6 N. Gomes, 7 Dálcio, 8 Semedo, 9 Gano, 10 C. Mané, 11 Sanca, 12 Djoco, 13 C.M. Gomes, 14 Rodrigues, 15 Encada, 16 Cassamá, 17 M.S. Baldé, 18 Quizera, 19 Bikel, 20 S. Mané, 21 Nanu, 22 Sanganté, 23 Embadje, 24 Zé Turbo, 25 Ié, 26 Banjaqui, 27 P. Mendy, CT: B. Candé

## Rosa attuale
Lista dei giocatori convocati per le partite di qualificazione alla Coppa d'Africa 2023 contro la Nigeria del 24 e 27 marzo 2023.
|  | P | Jonas Mendes     | 20 novembre 1989  | 52 | 0 | PS Kalamata    |  |  |
|  | P | Manuel Baldé     | 14 novembre 2002  | 4  | 0 | Vizela         |  |  |
|  | P | Fernando Embadje | 1º gennaio 2000   | 0  | 0 | Alcanenense    |  |  |
|  |   |                  |                   |    |   |                |  |  |
|  | D | Nanú             | 17 maggio 1994    | 20 | 0 | Santa Clara    |  |  |
|  | D | Sori Mané        | 3 aprile 1996     | 27 | 0 | Moreirense     |  |  |
|  | D | Fali Candé       | 24 gennaio 1998   | 15 | 0 | Metz           |  |  |
|  | D | Opa Sanganté     | 1º febbraio 1991  | 15 | 0 | Châteauroux    |  |  |
|  | D | Jefferson Encada | 17 aprile 1998    | 12 | 0 | Pharco         |  |  |
|  | D | Prosper Mendy    | 7 giugno 1996     | 3  | 0 | Kaisar         |  |  |
|  | D | Tito Júnior      | 28 luglio 1995    | 2  | 0 | Varzim         |  |  |
|  | D | Pedro Justiniano | 18 aprile 2000    | 2  | 0 | Radomiak Radom |  |  |
|  |   |                  |                   |    |   |                |  |  |
|  | C | Pelé             | 29 settembre 1991 | 21 | 1 | Famalicão      |  |  |
|  | C | Bura Nogueira    | 22 dicembre 1995  | 25 | 1 | Mes Kerman     |  |  |
|  | C | Dálcio           | 22 maggio 1996    | 8  | 0 | APOEL Nicosia  |  |  |
|  | C | Moreto Cassamá   | 16 febbraio 1998  | 16 | 0 | Omonia Nicosia |  |  |
|  | C | Mamadi Camará    | 31 dicembre 2003  | 5  | 0 | Reading        |  |  |
|  | C | Alfa Semedo      | 30 agosto 1997    | 15 | 2 | Al-Tai         |  |  |
|  | C | Mauro Rodrigues  | 15 aprile 2001    | 6  | 1 | Yverdon Sport  |  |  |
|  |   |                  |                   |    |   |                |  |  |
|  | A | Mama Baldé       | 6 novembre 1995   | 18 | 2 | Troyes         |  |  |
|  | A | Piqueti          | 12 febbraio 1993  | 38 | 7 | Al-Shoulla     |  |  |
|  | A | Jorginho         | 21 settembre 1995 | 24 | 5 | Ludogorec      |  |  |
|  | A | João Mário       | 11 ottobre 1993   | 14 | 2 | Spartak Varna  |  |  |
|  | A | Zinho Gano       | 13 ottobre 1993   | 3  | 3 | Zulte Waregem  |  |  |
|  | A | Jardel           | 20 settembre 1997 | 3  | 1 | Feirense       |  |  |
|  | A | Toni Gomes       | 16 novembre 1998  | 3  | 0 | Zirə           |  |  |